# 圣日耳曼德桑格勒
圣日耳曼德桑格勒（法語：Saint-Germain-des-Angles，法語發音：[sɛ̃ ʒɛʁmɛ̃ dez‿ɑ̃ɡl]）是法国厄尔省的一个市镇，位于该省中部，属于埃夫勒区。

## 地理
圣日耳曼德桑格勒（49°5'28"N, 1°8'25"E）面积1.81 平方千米，位于法国诺曼底大区厄尔省，该省份为法国北部内陆省份，北起滨海塞纳省，西接奧恩省和卡爾瓦多斯省，南至厄尔-卢瓦省，东临瓦兹省、瓦兹河谷省和伊夫林省。
与圣日耳曼德桑格勒接壤的市镇（或旧市镇、城区）包括：图尔讷维尔。
圣日耳曼德桑格勒的时区为UTC+01:00、UTC+02:00（夏令时）。

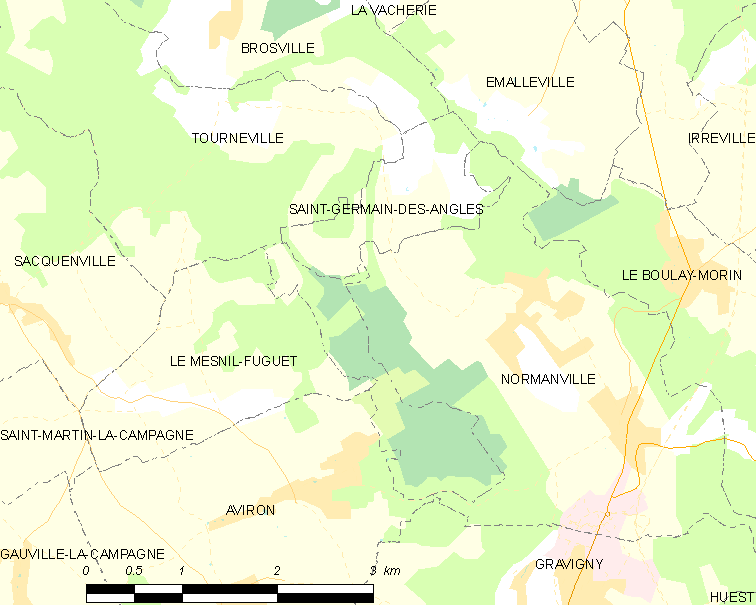
圣日耳曼德桑格勒的OSM定位图

## 行政
圣日耳曼德桑格勒的邮政编码为27930，INSEE市镇编码为27546。

## 政治
圣日耳曼德桑格勒所属的省级选区为埃夫勒第二县。

## 人口

1962-2008年间圣日耳曼德桑格勒人口变化图示

圣日耳曼德桑格勒于2022年1月1日时的人口数量为171人。